# Kooey Kooey Kooey
Kooey Kooey Kooey è una nazione immaginaria che funge da ambientazione nell'Universo DC.

## Descrizione
Kooey Kooey Kooey è un'isola del Sud Pacifico. Comparve prevalentemente in Justice League International, scritto da Keith Giffen e J.M. DeMatteis. Comparve per la prima volta in Justice League of America n. 33 (data di pubblicazione: gennaio 1989). Si scoprì che l'isola è una creatura senziente che decide di quando in quando di partire e viaggiare, sebbene il suo proposito non sia quello di esplorare.

## Storia
Originariamente abitata dai nativi, il Capo di Kooey Kooey Kooey decise di inviare molti dei giovani del suo villaggio agli Ivy League college in America. Herb, uno degli studenti, passò sei anni al Brooklyn College, e quattro anni dopo, con l'incoraggiamento del Capo, andò in cerca della Justice League per formare un'ambasciata di intesa tra loro e l'isola.

### Club JLI
Successivamente, la Lanterna Verde Kilowog, Blue Beetle e Booster Gold costruirono un casinò truccato e una stazione conosciuti come Club JLI. Il trasporto fu organizzato tramite dei tubi di trasporto della Justice League. Sebbene sembrasse un vantaggio, l'abilità quasi metaumana di contare le carte del criminale Big Sir fece fallire il progetto. Il Club JLI fece bancarotta non appena Aquaman giunse sull'isola per avvertire tutti che l'imbroglio era noto. Emerse così che l'isola e l'eroe si conoscevano già. Prima che questa minaccia fosse stata studiata, l'isola si sradicò e nuotò per miglia. Questa azione mise in pericolo le vite di Maxwell Lord, Cacciatrice ed Ice, che furono temporaneamente lasciati in mezzo all'oceano. Major Disaster fermò il movimento dell'isola con un'eruzione vulcanica ben piazzata ma non distruttiva.

### Dreamslayer
Il criminale extradimensionale Dreamslayer rapì l'esperto di robotica di un universo alternativo Mitch Wacky. Mentre abitava il corpop di Maxwell Lord, prese il controllo dell'isola e ne fece la base per rimettere insieme gli Estremisti. Dreamslayer prese il controllo delle menti di tutti gli abitanti dell'isola. Quando arrivò la Justice League, dovettero affrontare il dilemma di sconfiggere i nativi dell'isola senza ferirli. Questo portò alla morte di Silver Sorceress a causa di una freccia lanciatale da un nativo che la colpì allo stomaco. Mitch Wacky non sopravvisse all'imprigionamento, in quanto fu ucciso da Dreamslayer. Sorceress, prima di morire, riuscì a sopraffare Dreamslayer e a intrappolarlo, e il suo corpo fu seppellito sull'isola.

## Altre informazioni
- Una versione dell'isola di un futuro alternativo, fu mostrata come il luogo di ritiro di Maxwell Lord. Venne distrutta quando Booster Gold ritornò di nuovo dal futuro.
- L'ubicazione dell'isola fu descritta in Suicide Squad vol. 2, quando venne effettivamente distrutta da un'onda scagliatale contro da alcuni invasori extra dimensionali.